# Cristian Jeandet
Cristian Jeandet (Concordia, Entre Ríos, Argentina, 1 de marzo de 1975) es un exfutbolista argentino. Jugaba de delantero y su último equipo fue Sarmiento de Leones del Torneo Argentino B.
Actualmente Director Técnico Primera División del Fútbol Femenino del Club Atlético Vélez Sarsfield.

## Clubes

### Como jugador
| Club                     | País       | Año       |
| ------------------------ | ---------- | --------- |
| Ferrocarril Urquiza (C)  | Argentina  | 1995      |
| Patronato                | Argentina  | 1996      |
| Club Atlético Lanús      | Argentina  | 1996–1997 |
| AS Andria                | Italia     | 1997-1998 |
| Fidenza ACD              | Italia     | 1997-1998 |
| Casertana                | Italia     | 1999      |
| FK Sartid                | Yugoslavia | 1999      |
| Palestino                | Chile      | 2000      |
| Central Córdoba (R)      | Argentina  | 2000-2001 |
| Instituto                | Argentina  | 2001-2002 |
| Blooming                 | Bolivia    | 2002      |
| Aurora                   | Bolivia    | 2002      |
| Sport Boys               | Perú       | 2003      |
| Gimnasia y Esgrima (CdU) | Argentina  | 2003-2004 |
| Sport Boys               | Perú       | 2004-2005 |
| Sarmiento (J)            | Argentina  | 2005-2006 |
| Estudiantes (BA)         | Argentina  | 2007      |
| Wydad Casablanca         | Marruecos  | 2007      |
| Mineros de Guayana       | Venezuela  | 2008      |
| Villa Dálmine            | Argentina  | 2008-2009 |
| Sarmiento (L)            | Argentina  | 2009      |
| Almagro                  | Argentina  | 2010      |
| Deportivo Laferrere      | Argentina  | 2010-2012 |
| Unión Aconquija          | Argentina  | 2012-2013 |
| General Paz Juniors      | Argentina  | 2013      |
| Talleres (P)             | Argentina  | 2014      |
| Sarmiento (L)            | Argentina  | 2014-2015 |

### Como entrenador
| Club                              | País      | Año           |
| --------------------------------- | --------- | ------------- |
| Argentinos Juniors (inferiores)   | Argentina | 2018          |
| Vélez Sarsfield (inferiores)      | Argentina | 2019-2025     |
| Vélez Sarsfield (fútbol femenino) | Argentina | 2025-presente |

## Palmarés

### Distinciones individuales
| Distinción                      | Año     |
| ------------------------------- | ------- |
| Goleador del Torneo Argentino B | 2012-13 |